# Thalera fasciata
Thalera fasciata är en fjärilsart som beskrevs av Hartwieg 1951. Thalera fasciata ingår i släktet Thalera och familjen mätare. Inga underarter finns listade i Catalogue of Life.